# Spio (djur)
Spio är ett släkte av ringmaskar som beskrevs av O. Fabricius 1785. Spio ingår i familjen Spionidae.

## Dottertaxa tillSpio, i alfabetisk ordning[1][2]
- Spio aequalis
- Spio arctica
- Spio armata
- Spio bengalensis
- Spio blakei
- Spio borealis
- Spio butleri
- Spio calcarea
- Spio californica
- Spio celata
- Spio crenaticornis
- Spio decorata
- Spio decoratus
- Spio filicornis
- Spio gaucha
- Spio goniocephala
- Spio gorbunovi
- Spio maciolekae
- Spio malmgreni
- Spio martinensis
- Spio mesnili
- Spio multioculata
- Spio obtusa
- Spio pacifica
- Spio parva
- Spio pettiboneae
- Spio punctata
- Spio quadricornis
- Spio quadrisetosa
- Spio readi
- Spio seticornis
- Spio setosa
- Spio singularis
- Spio theeli
- Spio thulini
- Spio tridentata
- Spio tzetlini
- Spio unidentata